# Чемпіонат світу з футболу 1962 (кваліфікаційний раунд)
У кваліфікаційному раунді чемпіонату світу з футболу 1962 року 56 збірних змагалися за 14 місць у фінальній частині футбольної світової першості. Ще дві команди, господарі турніру збірна Чилі й чинний чемпіон світу збірна Бразилії, кваліфікувалися автоматично, без участі у кваліфікаційному раунді.
Подібно до попередніх відбіркових турнірів структура змагання була складною і турнірний шлях для різних команд суттєво відрізнявся. Чотири найслабші регіональні конфедерації — африканська (КАФ), азійська (АФК), а також конфедерації Північної Америки (НАФК) та Центральної Америки і Карибів (КЦКФ) — не отримували гарантованого представництва у фінальній частині світової першості, натомість переможці відбіркових турнірів у цих конфедераціях ставали учасниками Міжконтинентальних плей-оф, де боролися за вихід на чемпіонат світу з представниками Європи (УЄФА) або Південної Америки (КОНМЕБОЛ).
16 місць у фінальній частині чемпіонату світу 1962 року були розподілені між континентами таким чином:
- Європа (УЄФА): 8 місць у фінальній частині + 2 місця в Міжконтинентальних плей-оф (проти представників КАФ та АФК), за які змагалися 30 команд, включаючи збірні Ізраїлю та Ефіопії).
- Південна Америка (КОНМЕБОЛ): 5 місць у фінальній частині + 1 місце в Міжконтинентальних плей-оф (проти представника НАФК/КЦКФ). Збірні Чилі та Бразилії автоматично були учасниками світової першості, за решту три прямих путівки і місце у плей-оф боролися 7 команд.
- Північна Америка, Центральна Америка і Кариби(НАФК/КЦКФ): 1 місце в Міжконтинентальних плей-оф (проти представника КОНМЕБОЛ), за яке змагалися 8 команд.
- Африка (КАФ): 1 місце в Міжконтинентальних плей-оф (проти представника УЄФА), за яке боролися 6 команд.
- Азія (АФК): 1 місце в Міжконтинентальних плей-оф (проти представника УЄФА), за яке боролися 3 команди.

Загалом хоча б в одному матчі відбіркового турніру взяли участь 49 команд. Зіграно 92 матчі, в яких суперники відзначилися 325 голами (3,53 гола за гру).
Удруге поспіль представники ані Африки, ані Азії до фінальної частини чемпіонату світу не пробилися.

## Європа
30 команд-учасниць відбіркового турніру були розподілені між трьома групами. Формат змагань не був однаковим для всіх груп:
- Групи 1, 2, 3, 4, 5, 6 та 8 складалися з трьох команд, які проводили між собою по дві гри, одній вдома і одній у гостях. Переможці виходили до фінальної частини світової першості.
- Група 7 складалася з 5 команд. Дві з них у Першому раунді визначали команду, яка виходила до Другого раунду, де приєднувалася до решти трьох команд групи. Чотири команди Другого раунду розбивалися на пари, переможці яких ставали учасниками Фінального раунду, переможець якої безпосередньо вже виходив на чемпіонат світу. Двобої в кожному з раундів для кожної пари учасників складалися з двох матчів, по одному вдома і в гостях.
- Група 9 складалася з 2 команд. Команди грали між собою по дві гри, одній вдома і одній у гостях. Переможець виходив до Міжконтинентального плей-оф УЄФА / КАФ.
- Група 10 складалася з 2 команд. Команди грали між собою по дві гри, одній вдома і одній у гостях. Переможець раунду виходив до Міжконтинентального плей-оф УЄФА / АФК.

### Група 1 (УЄФА)
| Місце | Команда   | І | В | Н | П | Г+ | Г- | РГ | О |
| ----- | --------- | - | - | - | - | -- | -- | -- | - |
| 1     | Швейцарія | 4 | 3 | 0 | 1 | 9  | 9  | 0  | 6 |
| 2     | Швеція    | 4 | 3 | 0 | 1 | 10 | 3  | +7 | 6 |
| 3     | Бельгія   | 4 | 0 | 0 | 4 | 3  | 10 | −7 | 0 |

| 19 жовтня 1960 | Швеція                  | 2–0      | Бельгія | Стокгольм, Швеція         |  |
|                | Бер'єссон 53' Бродд 74' | Протокол |         | Суддя: Вортон (Шотландія) |  |
|                |                         |          |         |                           |  |

| 20 листопада 1960 | Бельгія                 | 2–4      | Швейцарія                         | Брюссельський столичний регіон, Бельгія |  |
|                   | Ван Гімст 24' Пешен 80' | Протокол | Антенен 21', 48', 78' Шнайтер 44' | Суддя: Зайпельт (Австрія)               |  |
|                   |                         |          |                                   |                                         |  |

| 20 травня 1961 | Швейцарія        | 2–1      | Бельгія     | Лозанна, Швейцарія       |  |
|                | Балламан 8', 16' | Протокол | Классен 83' | Суддя: Дорогі (Угорщина) |  |
|                |                  |          |             |                          |  |

| 28 травня 1961 | Швеція                                     | 4–0      | Швейцарія | Стокгольм, Швеція          |  |
|                | Юнссон 8' Бер'єссон 15', 75' Сімонссон 70' | Протокол |           | Суддя: Скаріш (Португалія) |  |
|                |                                            |          |           |                            |  |

| 4 жовтня 1961 | Бельгія | 0–2      | Швеція         | Брюссельський столичний регіон, Бельгія |  |
|               |         | Протокол | Бродд 70', 78' | Суддя: Герра (Португалія)               |  |
|               |         |          |                |                                         |  |

| 29 жовтня 1961 | Швейцарія                        | 3–2      | Швеція                 | Берн, Швейцарія       |  |
|                | Антенен 8' Вютріх 68' Ешманн 81' | Протокол | Сімонссон 2' Бродд 79' | Суддя: Астон (Англія) |  |
|                |                                  |          |                        |                       |  |

Швеція і Швейцарія набрали однакову кількість очок, тож між ними провели додаткову гру на нейтральному полі.
| 12 листопада 1961 | Швейцарія               | 2–1      | Швеція    | Західний Берлін, ФРН |  |
|                   | Шнайтер 65' Антенен 76' | Протокол | Бродд 20' | Суддя: Душ (ФРН)     |  |
|                   |                         |          |           |                      |  |

Швейцарія кваліфікувалася

### Група 2 (УЄФА)
| Місце | Команда   | І | В | Н | П | Г+ | Г- | РГ | О |
| ----- | --------- | - | - | - | - | -- | -- | -- | - |
| 1     | Болгарія  | 4 | 3 | 0 | 1 | 6  | 4  | +2 | 6 |
| 2     | Франція   | 4 | 3 | 0 | 1 | 10 | 3  | +7 | 6 |
| 3     | Фінляндія | 4 | 0 | 0 | 4 | 3  | 12 | −9 | 0 |

| 25 вересня 1960 | Фінляндія          | 1–2      | Франція                   | Гельсінкі, Фінляндія |  |
|                 | Пальман 36' (пен.) | Протокол | Виснєський 63' Уйлакі 83' | Суддя: Малька (ФРН)  |  |
|                 |                    |          |                           |                      |  |

| 11 грудня 1960 | Франція                              | 3–0      | Болгарія | Коломб, Франція                              |  |
|                | Виснєський 48' Марсель 58' Коссу 80' | Протокол |          | Стадіон: Ів дю Мануар Суддя: Бонетто (Italy) |  |
|                |                                      |          |          |                                              |  |

| 16 червня 1961 | Фінляндія | 0–2      | Болгарія                   | Гельсінкі, Фінляндія  |  |
|                |           | Протокол | Ілієв 33' Колев 75' (пен.) | Суддя: Латишев (СРСР) |  |
|                |           |          |                            |                       |  |

| 28 вересня 1961 | Франція                                            | 5–1      | Фінляндія   | Париж, Франція           |  |
|                 | Февр 6', 41' Виснєський 12' П'янтоні 79' Шульц 86' | Протокол | Пальман 44' | Суддя: Дінст (Швейцарія) |  |
|                 |                                                    |          |             |                          |  |

| 29 жовтня 1961 | Болгарія                         | 3–1      | Фінляндія       | Софія, Болгарія                                   |  |
|                | Якимов 28' Дієв 34' Величков 86' | Протокол | П'єтіляйнен 10' | Стадіон: Васил Левський Суддя: Баджар (Туреччина) |  |
|                |                                  |          |                 |                                                   |  |

| 12 листопада 1961 | Болгарія  | 1–0      | Франція | Софія, Болгарія                                      |  |
|                   | Ілієв 89' | Протокол |         | Стадіон: Васил Левський Суддя: Фенд (Чехословаччина) |  |
|                   |           |          |         |                                                      |  |

Болгарія і Франція набрали однакову кількість очок, тож між ними провели додаткову гру на нейтральному полі.
| 16 грудня 1961 | Болгарія   | 1–0      | Франція | Мілан, Італія                              |  |
|                | Якимов 47' | Протокол |         | Стадіон: Сан-Сіро Суддя: Ло Белло (Італія) |  |
|                |            |          |         |                                            |  |

Болгарія кваліфікувалася

### Група 3 (УЄФА)
| Місце | Команда           | І | В | Н | П | Г+ | Г- | РГ | О |
| ----- | ----------------- | - | - | - | - | -- | -- | -- | - |
| 1     | ФРН               | 4 | 4 | 0 | 0 | 11 | 5  | +6 | 8 |
| 2     | Північна Ірландія | 4 | 1 | 0 | 3 | 7  | 8  | −1 | 2 |
| 3     | Греція            | 4 | 1 | 0 | 3 | 3  | 8  | −5 | 2 |

| 26 жовтня 1960 | Північна Ірландія      | 3–4      | ФРН                                    | Белфаст, Північна Ірландія |  |
|                | Макадамс 27', 51', 90' | Протокол | Брюлльс 7' Зеелер 53' Дерфель 55', 79' | Суддя: Горн (Нідерланди)   |  |
|                |                        |          |                                        |                            |  |

| 20 листопада 1960 | Греція | 0–3      | ФРН                               | Афіни, Греція            |  |
|                   |        | Протокол | Дерфель 8' Брюлльс 31' Галлер 42' | Суддя: Ерліх (Югославія) |  |
|                   |        |          |                                   |                          |  |

| 3 травня 1961 | Греція               | 2–1      | Північна Ірландія | Афіни, Греція            |  |
|               | Папаеммануїл 8', 64' | Протокол | Макілрой 81'      | Суддя: Пріснер (Ізраїль) |  |
|               |                      |          |                   |                          |  |

| 10 травня 1961 | ФРН                  | 2–1      | Північна Ірландія | Західний Берлін, ФРН     |  |
|                | Крес 29' Брюлльс 58' | Протокол | Макілрой 69'      | Суддя: Ліндберг (Швеція) |  |
|                |                      |          |                   |                          |  |

| 17 жовтня 1961 | Північна Ірландія  | 2–0      | Греція | Белфаст, Північна Ірландія |  |
|                | Маклафлін 28', 57' | Протокол |        | Суддя: Bonetto (Італія)    |  |
|                |                    |          |        |                            |  |

| 22 жовтня 1961 | ФРН            | 2–1      | Греція           | Аугсбург, ФРН             |  |
|                | Зеелер 5', 27' | Протокол | Папаеммануїл 59' | Суддя: Нільсен (Норвегія) |  |
|                |                |          |                  |                           |  |

ФРН кваліфікувалася

### Група 4 (УЄФА)
| Місце | Команда    | І | В | Н | П | Г+ | Г- | РГ | О |
| ----- | ---------- | - | - | - | - | -- | -- | -- | - |
| 1     | Угорщина   | 4 | 3 | 1 | 0 | 11 | 5  | +6 | 7 |
| 2     | Нідерланди | 3 | 0 | 2 | 1 | 4  | 7  | −3 | 2 |
| 3     | НДР        | 3 | 0 | 1 | 2 | 3  | 6  | −3 | 1 |

| 16 квітня 1961 | Угорщина              | 2–0      | НДР | Будапешт, Угорщина      |  |
|                | Альберт 12' Гереч 52' | Протокол |     | Суддя: Таков (Болгарія) |  |
|                |                       |          |     |                         |  |

| 30 квітня 1961 | Нідерланди | 0–3      | Угорщина                         | Роттердам, Нідерланди   |  |
|                |            | Протокол | Феньвеші 22' Шандор 24' Тіхі 36' | Суддя: Кінгстон (Уельс) |  |
|                |            |          |                                  |                         |  |

| 14 травня 1961 | НДР       | 1–1      | Нідерланди | Лейпциг, НДР             |  |
|                | Ерлер 79' | Протокол | Грот 63'   | Суддя: Йоргенсен (Данія) |  |
|                |           |          |            |                          |  |

| 10 вересня 1961 | НДР                   | 2–3      | Угорщина                        | Східний Берлін, НДР    |  |
|                 | Ерлер 53' П. Дуке 87' | Протокол | Шоймоші 43' Шандор 75' Тіхі 78' | Суддя: Лук'янов (СРСР) |  |
|                 |                       |          |                                 |                        |  |

| 1 жовтня 1961 | Нідерланди | не відбувся | НДР | Нідерланди |  |
|               |            |             |     |            |  |
|               |            |             |     |            |  |

| 22 жовтня 1961 | Угорщина                         | 3–3      | Нідерланди                      | Будапешт, Угорщина         |  |
|                | Гереч 19' Моносторі 21' Тіхі 80' | Протокол | Ван дер Лінден 8', 14' Грот 56' | Суддя: Філліпс (Шотландія) |  |
|                |                                  |          |                                 |                            |  |

Угорщина кваліфікувалася

### Група 5 (УЄФА)
| Місце | Команда   | І | В | Н | П | Г+ | Г- | РГ | О |
| ----- | --------- | - | - | - | - | -- | -- | -- | - |
| 1     | СРСР      | 4 | 4 | 0 | 0 | 11 | 3  | +8 | 8 |
| 2     | Туреччина | 4 | 2 | 0 | 2 | 4  | 4  | 0  | 4 |
| 3     | Норвегія  | 4 | 0 | 0 | 4 | 3  | 11 | −8 | 0 |

| 1 червня 1961 | Норвегія | 0–1      | Туреччина | Уллевол, Осло, Норвегія |  |
|               |          | Протокол | Октай 16' | Суддя: Гансен (Данія)   |  |
|               |          |          |           |                         |  |

| 18 червня 1961 | СРСР        | 1–0      | Туреччина | Москва, СРСР                  |  |
|                | Воронін 20' | Протокол |           | Суддя: Гірвініємі (Фінляндія) |  |
|                |             |          |           |                               |  |

| 1 липня 1961 | СРСР                                                     | 5–2      | Норвегія                 | Москва, СРСР           |  |
|              | Метревелі 14' Понєдєльнік 26' Бубукін 32', 66' Месхі 53' | Протокол | Борген 64' Е. Гансен 87' | Суддя: Коваль (Польща) |  |
|              |                                                          |          |                          |                        |  |

| 23 серпня 1961 | Норвегія | 0–3      | СРСР                                    | Осло, Норвегія           |  |
|                |          | Протокол | Понєдєльнік 48' Месхі 49' Метревелі 76' | Суддя: Мейфан (Ірландія) |  |
|                |          |          |                                         |                          |  |

| 29 жовтня 1961 | Туреччина           | 2–1      | Норвегія  | Стамбул, Туреччина    |  |
|                | Єлкен 60' Октай 72' | Протокол | Єнсен 59' | Суддя: Попа (Румунія) |  |
|                |                     |          |           |                       |  |

| 12 листопада 1961 | Туреччина | 1–2      | СРСР                    | Стамбул, Туреччина      |  |
|                   | Октай 78' | Протокол | Гусаров 12' Мамикін 18' | Суддя: Вернер (Ізраїль) |  |
|                   |           |          |                         |                         |  |

СРСР кваліфікувався

### Група 6 (УЄФА)
| Місце | Команда    | І | В | Н | П | Г+ | Г- | РГ  | О |
| ----- | ---------- | - | - | - | - | -- | -- | --- | - |
| 1     | Англія     | 4 | 3 | 1 | 0 | 16 | 2  | +14 | 7 |
| 2     | Португалія | 4 | 1 | 1 | 2 | 9  | 7  | +2  | 3 |
| 3     | Люксембург | 4 | 1 | 0 | 3 | 5  | 21 | −16 | 2 |

| 19 жовтня 1960 | Люксембург | 0–9      | Англія                                                          | Люксембург, Люксембург      |  |
|                |            | Протокол | Чарлтон 3', 7', 66' Грівз 16', 83', 85' Сміт 22', 46' Гейнс 61' | Суддя: Мартенс (Нідерланди) |  |
|                |            |          |                                                                 |                             |  |

| 19 березня 1961 | Португалія                                               | 6–0      | Люксембург | Лісабон, Португалія      |  |
|                 | Агуаш 32' Яука 49', 53', 61' Бросіус 83' (аг) Колуна 85' | Протокол |            | Суддя: Меллє (Швейцарія) |  |
|                 |                                                          |          |            |                          |  |

| 21 травня 1961 | Португалія | 1–1      | Англія      | Лісабон, Португалія     |  |
|                | Агуаш 59'  | Протокол | Флаверс 82' | Суддя: Бонетто (Італія) |  |
|                |            |          |             |                         |  |

| 28 вересня 1961 | Англія                                    | 4–1      | Люксембург | Лондон, Англія          |  |
|                 | Пойнтер 35' Вайоллет 37' Чарлтон 45', 76' | Протокол | Діммер 69' | Суддя: Версип (Бельгія) |  |
|                 |                                           |          |            |                         |  |

| 8 жовтня 1961 | Люксембург                         | 4–2      | Португалія           | Люксембург, Люксембург |  |
|               | Шміт 27', 53', 56' Н. Гоффманн 84' | Протокол | Еусебіу 84' Яука 89' | Суддя: Ченшер (ФРН)    |  |
|               |                                    |          |                      |                        |  |

| 25 жовтня 1961 | Англія                 | 2–0      | Португалія | Лондон, Англія       |  |
|                | Коннеллі 5' Пойнтер 9' | Протокол |            | Суддя: Буа (Франція) |  |
|                |                        |          |            |                      |  |

Англія кваліфікувалася

### Група 7 (УЄФА)

#### Перший раунд
| 13 листопада 1960 | Кіпр       | 1–1      | Ізраїль    | Нікосія, Кіпр           |  |
|                   | Шиаліс 29' | Протокол | Кофман 31' | Суддя: Баїч (Югославія) |  |
|                   |            |          |            |                         |  |

| 27 листопада 1960 | Ізраїль                                         | 6–1      | Кіпр              | Тель-Авів, Ізраїль      |  |
|                   | Леві 14', 30', 66' Стельмах 61', 88' Нахарі 34' | Протокол | Шиаліс 89' (пен.) | Суддя: Баїч (Югославія) |  |
|                   |                                                 |          |                   |                         |  |

Ізраїль пройшов до Другого раунду.

#### Другий раунд
Румунія знялася зі змагання, тож Італія пройшла до Фінального раунду автоматично.
| 14 березня 1961 | Ізраїль    | 1–0 | Ефіопія | Тель-Авів, Ізраїль     |  |
|                 | Глацер 69' |     |         | Суддя: Жолт (Угорщина) |  |
|                 |            |     |         |                        |  |

| 19 березня 1961 | Ізраїль                      | 3–2      | Ефіопія              | Хайфа, Ізраїль         |  |
|                 | Глацер 27', 77' Стельмах 59' | Протокол | Авад 31' Вассало 64' | Суддя: Поша (Угорщина) |  |
|                 |                              |          |                      |                        |  |

Ізраїль пройшов до Фінального раунду.

#### Фінальний раунд
| 15 жовтня 1961 | Ізраїль              | 2–4      | Італія                                         | Тель-Авів, Ізраїль      |  |
|                | Стельмах 15' Янг 38' | Протокол | Лояконо 53' (пен.) Алтафіні 79' Корсо 87', 90' | Суддя: Таков (Болгарія) |  |
|                |                      |          |                                                |                         |  |

| 4 листопада 1961 | Італія                                             | 6–0      | Ізраїль | Турин, Італія                  |  |
|                  | Сіворі 16', 52', 65', 88' Корсо 59' Анджелілло 69' | Протокол |         | Суддя: Асенсі Мартін (Іспанія) |  |
|                  |                                                    |          |         |                                |  |

Італія кваліфікувалася

### Група 8 (УЄФА)
| Місце | Команда        | І | В | Н | П | Г+ | Г- | РГ  | О |
| ----- | -------------- | - | - | - | - | -- | -- | --- | - |
| 1     | Чехословаччина | 4 | 3 | 0 | 1 | 16 | 5  | +11 | 6 |
| 2     | Шотландія      | 4 | 3 | 0 | 1 | 10 | 7  | +3  | 6 |
| 3     | Ірландія       | 4 | 0 | 0 | 4 | 3  | 17 | −14 | 0 |

| 3 травня 1961 | Шотландія                    | 4–1      | Ірландія    | Глазго, Шотландія    |  |
|               | Бренд 14', 40' Герд 59', 85' | Протокол | Гаверті 52' | Суддя: Гіг (Франція) |  |
|               |                              |          |             |                      |  |

| 7 травня 1961 | Ірландія | 0–3      | Шотландія             | Дублін, Ірландія         |  |
|               |          | Протокол | Янг 4', 16' Бренд 86' | Суддя: Гранден (Бельгія) |  |
|               |          |          |                       |                          |  |

| 14 травня 1961 | Чехословаччина                                  | 4–0      | Шотландія | Братислава, Чехословаччина |  |
|                | Поспіхал 8', 85' Квашняк 13' (пен.) Кадраба 40' | Протокол |           | Суддя: Штайнер (Австрія)   |  |
|                |                                                 |          |           |                            |  |

| 29 вересня 1961 | Шотландія                  | 3–2      | Чехословаччина       | Глазго, Шотландія           |  |
|                 | Сент-Джон 21' Лоу 62', 83' | Протокол | Квашняк 6' Шерер 51' | Суддя: Гулліксен (Норвегія) |  |
|                 |                            |          |                      |                             |  |

| 8 жовтня 1961 | Ірландія   | 1–3      | Чехословаччина            | Дублін, Ірландія        |  |
|               | Джайлс 40' | Протокол | Шерер 3' Квашняк 61', 69' | Суддя: Голланд (Англія) |  |
|               |            |          |                           |                         |  |

| 29 жовтня 1961 | Чехословаччина                                                      | 7–1      | Ірландія    | Прага, Чехословаччина   |  |
|                | Квашняк 8', 36' Шерер 24', 75' Єлінек 30' Поспіхал 59' Масопуст 61' | Протокол | Фогарті 56' | Суддя: Лундель (Швеція) |  |
|                |                                                                     |          |             |                         |  |

Чехословаччина і Шотландія набрали однакову кількість очок, тож між ними провели додаткову гру на нейтральному полі.
| 29 листопада 1961 | Чехословаччина                                 | 4–2 (д. ч.) | Шотландія          | Брюссельський столичний регіон, Бельгія |  |
|                   | Гледик 70' Шерер 84' Поспіхал 95' Квашняк 101' | Протокол    | Сент-Джон 38', 71' | Суддя: Версип (Бельгія)                 |  |
|                   |                                                |             |                    |                                         |  |

Чехословаччина кваліфікувалася

### Група 9 (УЄФА)

#### Перший раунд
| Місце | Команда | І                         | В                         | Н                         | П                         | Г+                        | Г-                        | РГ                        | О                         |
| ----- | ------- | ------------------------- | ------------------------- | ------------------------- | ------------------------- | ------------------------- | ------------------------- | ------------------------- | ------------------------- |
| 1     | Іспанія | пройшла до Другого раунду | пройшла до Другого раунду | пройшла до Другого раунду | пройшла до Другого раунду | пройшла до Другого раунду | пройшла до Другого раунду | пройшла до Другого раунду | пройшла до Другого раунду |
| —     | Данія   | знялася                   | знялася                   | знялася                   | знялася                   | знялася                   | знялася                   | знялася                   | знялася                   |

#### Другий раунд
| Місце | Команда | І       | В       | Н       | П       | Г+      | Г-      | РГ      | О       |
| ----- | ------- | ------- | ------- | ------- | ------- | ------- | ------- | ------- | ------- |
| 1     | Іспанія | 2       | 1       | 1       | 0       | 3       | 2       | +1      | 3       |
| 2     | Уельс   | 2       | 0       | 1       | 1       | 2       | 3       | −1      | 1       |
| —     | Австрія | знялася | знялася | знялася | знялася | знялася | знялася | знялася | знялася |

| 19 квітня 1961 | Уельс     | 1–2      | Іспанія                     | Кардіфф, Уельс             |  |
|                | Вуснем 7' | Протокол | Родрігес 21' Ді Стефано 78' | Суддя: Реймакерс (Бельгія) |  |
|                |           |          |                             |                            |  |

| 18 травня 1961 | Іспанія   | 1–1      | Уельс       | Мадрид, Іспанія          |  |
|                | Пейро 55' | Протокол | Оллчерч 69' | Суддя: Горн (Нідерланди) |  |
|                |           |          |             |                          |  |

Іспанія вийшла до Міжконтинентального плей-оф УЄФА / КАФ.

### Група 10 (УЄФА)
| Місце | Команда   | І       | В       | Н       | П       | Г+      | Г-      | РГ      | О       |
| ----- | --------- | ------- | ------- | ------- | ------- | ------- | ------- | ------- | ------- |
| 1     | Югославія | 2       | 1       | 1       | 0       | 3       | 2       | +1      | 3       |
| 2     | Польща    | 2       | 0       | 1       | 1       | 2       | 3       | −1      | 1       |
| —     | Ісландія  | знялася | знялася | знялася | знялася | знялася | знялася | знялася | знялася |

| 4 червня 1961 | Югославія                         | 2–1      | Польща      | Белград, Югославія       |  |
|               | Калоперович 42' (пен.) Костич 49' | Протокол | Брихчий 65' | Суддя: Стафатос (Греція) |  |
|               |                                   |          |             |                          |  |

| 25 червня 1961 | Польща    | 1–1      | Югославія | Хожув, Польща                   |  |
|                | Шмідт 29' | Протокол | Галич 2'  | Суддя: Корелус (Чехословаччина) |  |
|                |           |          |           |                                 |  |

Югославія вийшла до Міжконтинентального плей-оф УЄФА / АФК.

## Південна Америка
За результатами жеребкування із семи команд-учасниць кваліфікаційного раунду в зоні КОНМЕБОЛ сформували три пари, переможець кожної з яких отримував путівку до фінальної частини світової першості, а збірна Парагваю була визначена представником Південної Америки у Міжконтинентальному плей-оф КОНМЕБОЛ / КЦКФ / НАФК.

### Група 1 (КОНМЕБОЛ)
| Місце | Команда   | І | В | Н | П | Г+ | Г- | РГ | О |
| ----- | --------- | - | - | - | - | -- | -- | -- | - |
| 1     | Аргентина | 2 | 2 | 0 | 0 | 11 | 3  | +8 | 4 |
| 2     | Еквадор   | 2 | 0 | 0 | 2 | 3  | 11 | −8 | 0 |

| 4 грудня 1960 | Еквадор                    | 3–6 | Аргентина                                                               | Гуаякіль, Еквадор    |  |
|               | Спенсер 81' Раффо 83', 85' |     | Корбатта 5' (пен.), 40' Пандо 12' Соса 14' Санфіліппо 47' Рамачотті 75' | Суддя: Роблес (Чилі) |  |
|               |                            |     |                                                                         |                      |  |

| 17 грудня 1960 | Аргентина                                                           | 5–0 | Еквадор | Буенос-Айрес, Аргентина |  |
|                | Гомес 6' (аг) Санфіліппо 53' Корбатта 55' (пен.) Соса 75' Пандо 89' |     |         | Суддя: Роблес (Чилі)    |  |
|                |                                                                     |     |         |                         |  |

Аргентина кваліфікувалася

### Група 2 (КОНМЕБОЛ)
| Місце | Команда | І | В | Н | П | Г+ | Г- | РГ | О |
| ----- | ------- | - | - | - | - | -- | -- | -- | - |
| 1     | Уругвай | 2 | 1 | 1 | 0 | 3  | 2  | +1 | 3 |
| 2     | Болівія | 2 | 0 | 1 | 1 | 2  | 3  | −1 | 1 |

| 15 липня 1961 | Болівія      | 1–1 | Уругвай     | Ла-Пас, Болівія      |  |
|               | Алькосер 54' |     | Кубілья 23' | Суддя: Роблес (Чилі) |  |
|               |              |     |             |                      |  |

| 30 липня 1961 | Уругвай                 | 2–1 | Болівія    | Монтевідео, Уругвай  |  |
|               | Кабрера 3' Ескалада 39' |     | Камачо 65' | Суддя: Роблес (Чилі) |  |
|               |                         |     |            |                      |  |

Уругвай кваліфікувався

### Група 3 (КОНМЕБОЛ)
| Місце | Команда  | І | В | Н | П | Г+ | Г- | РГ | О |
| ----- | -------- | - | - | - | - | -- | -- | -- | - |
| 1     | Колумбія | 2 | 1 | 1 | 0 | 2  | 1  | +1 | 3 |
| 2     | Перу     | 2 | 0 | 1 | 1 | 1  | 2  | −1 | 1 |

| 30 квітня 1961 | Колумбія    | 1–0 | Перу | Богота, Колумбія             |  |
|                | Ескобар 27' |     |      | Суддя: Праддауде (Аргентина) |  |
|                |             |     |      |                              |  |

| 7 травня 1961 | Перу               | 1–1 | Колумбія     | Ліма, Перу              |  |
|               | Дельгадо 3' (пен.) |     | Гонсалес 68' | Суддя: Марино (Уругвай) |  |
|               |                    |     |              |                         |  |

Колумбія кваліфікувалася

## Північна, Центральна Америка і Кариби
Кваліфікаційний турнір складався з двох етапів:
- Перший раунд: Після відмови збірної Канади від участі залишилося сім команд, які розподілили між трьома групами по дві або три команди (у Групі 1 змагалися збірні країн Північної Америки, у Групі 2 — представники Центральної Америки, а в Групі 3 — команди карибських країн). Команди грали між собою по дві гри, одній вдома і одній у гостях. Переможці гру виходили до Фінального раунду.
- Фінальний раунд: три команди-учасниці грали між собою по дві гри, одній вдома і одній у гостях. Переможець раунду виходив до Міжконтинентального плей-оф КОНМЕБОЛ / КЦКФ / НАФК.

### Перший раунд (КЦКФ / НАФК)

#### Група 1
| Місце | Команда | І       | В       | Н       | П       | Г+      | Г-      | РГ      | О       |
| ----- | ------- | ------- | ------- | ------- | ------- | ------- | ------- | ------- | ------- |
| 1     | Мексика | 2       | 1       | 1       | 0       | 6       | 3       | +3      | 3       |
| 2     | США     | 2       | 0       | 1       | 1       | 3       | 6       | −3      | 1       |
| —     | Канада  | знялася | знялася | знялася | знялася | знялася | знялася | знялася | знялася |

| 6 листопада 1960 | США                                      | 3–3 | Мексика                  | Лос-Анджелес, США     |  |
|                  | Біцек 31' (пен.) Фістер 58' Зергусен 84' |     | Меркадо 8' Реєс 17', 21' | Суддя: Кулаї (Канада) |  |
|                  |                                          |     |                          |                       |  |

| 13 листопада 1960 | Мексика                      | 3–0 | США | Мехіко, Мексика          |  |
|                   | Меркадо 5' Реєс 35' Діас 38' |     |     | Суддя: Санчес (Гондурас) |  |
|                   |                              |     |     |                          |  |

Мексика пройшла до Фінального раунду.

#### Група 2
| Місце | Команда    | І | В | Н | П | Г+ | Г- | РГ | О |
| ----- | ---------- | - | - | - | - | -- | -- | -- | - |
| 1=    | Коста-Рика | 4 | 2 | 1 | 1 | 13 | 8  | +5 | 5 |
| 1=    | Гондурас   | 4 | 2 | 1 | 1 | 5  | 7  | −2 | 5 |
| 3     | Гватемала  | 4 | 0 | 2 | 2 | 7  | 10 | −3 | 2 |

| 21 серпня 1960 | Коста-Рика               | 3–2 | Гватемала               | Сан-Хосе, Коста-Рика       |  |
|                | Рохас 28' Уллоа 52', 58' |     | Еспіноса 1' Маселья 35' | Суддя: Зундгайм (Колумбія) |  |
|                |                          |     |                         |                            |  |

| 28 серпня 1960 | Гватемала                        | 4–4 | Коста-Рика                      | Гватемала, Гватемала       |  |
|                | Лопес 13', 49', 79' Еспіноса 63' |     | Хіменес 18', 57' Уллоа 35', 81' | Суддя: Зундгайм (Колумбія) |  |
|                |                                  |     |                                 |                            |  |

| 4 вересня 1960 | Гондурас           | 2–1 | Коста-Рика   | Тегусігальпа, Гондурас     |  |
|                | Суасо 10' Лікі 21' |     | Родрігес 46' | Суддя: Зундгайм (Колумбія) |  |
|                |                    |     |              |                            |  |

| 11 вересня 1960 | Коста-Рика                                         | 5–0 | Гондурас | Сан-Хосе, Коста-Рика       |  |
|                 | Хіменес 31', 34' Уллоа 42' Родрігес 69' Пірсон 85' |     |          | Суддя: Зундгайм (Колумбія) |  |
|                 |                                                    |     |          |                            |  |

| 25 вересня 1960 | Гондурас  | 1–1 | Гватемала | Тегусігальпа, Гондурас    |  |
|                 | Суасо 59' |     | Лопес 28' | Суддя: Мендес (Сальвадор) |  |
|                 |           |     |           |                           |  |

| 2 жовтня 1960 | Гватемала   | 0–2 (т.п.) | Гондурас | Гватемала, Гватемала |  |
|               | не відбувся |            |          |                      |  |
|               |             |            |          |                      |  |

Коста-Рика і Гондурас набрали однакову кількість очок, тож між ними провели додаткову гру на нейтральному полі.
| 14 січня 1961 | Коста-Рика   | 1–0 | Гондурас | Гватемала, Гватемала            |  |
|               | Родрігес 29' |     |          | Суддя: Буерго Елькуас (Мексика) |  |
|               |              |     |          |                                 |  |

Коста-Рика пройшла до Фінального раунду.

#### Група 3
| Місце | Команда                          | І | В | Н | П | Г+ | Г- | РГ | О |
| ----- | -------------------------------- | - | - | - | - | -- | -- | -- | - |
| 1     | Нідерландські Антильські острови | 2 | 1 | 1 | 0 | 2  | 1  | +1 | 3 |
| 2     | Суринам                          | 2 | 0 | 1 | 1 | 1  | 2  | −1 | 1 |

| 2 жовтня 1960 | Суринам      | 1–2 | Нідерландські Антильські острови | Парамарибо, Суринам      |  |
|               | Фо-а-Ман 45' |     | Діркш 21', 45'                   | Суддя: Оррего (Колумбія) |  |
|               |              |     |                                  |                          |  |

| 27 листопада 1960 | Нідерландські Антильські острови | 0–0 | Суринам | Віллемстад, Нідерландські Антильські острови |  |
|                   |                                  |     |         | Суддя: Ямасакі (Перу)                        |  |
|                   |                                  |     |         |                                              |  |

Нідерландські Антильські острови пройшли до Фінального раунду.

### Фінальний раунд (КЦКФ / НАФК)
| Місце | Команда                          | І | В | Н | П | Г+ | Г- | РГ  | О |
| ----- | -------------------------------- | - | - | - | - | -- | -- | --- | - |
| 1     | Мексика                          | 4 | 2 | 1 | 1 | 11 | 2  | +9  | 5 |
| 2     | Коста-Рика                       | 4 | 2 | 0 | 2 | 8  | 6  | +2  | 4 |
| 3     | Нідерландські Антильські острови | 4 | 1 | 1 | 2 | 2  | 13 | −11 | 3 |

| 22 березня 1961 | Коста-Рика | 1–0 | Мексика | Сан-Хосе, Коста-Рика     |  |
|                 | Гобан 51'  |     |         | Суддя: Кейрож (Бразилія) |  |
|                 |            |     |         |                          |  |

| 29 березня 1961 | Коста-Рика                                                 | 6–0 | Нідерландські Антильські острови | Сан-Хосе, Коста-Рика       |  |
|                 | Уллоа 12' Кесада 28', 89' Рохас 33' Родрігес 42' Монхе 50' |     |                                  | Суддя: Техада Бурга (Перу) |  |
|                 |                                                            |     |                                  |                            |  |

| 5 квітня 1961 | Мексика                                              | 7–0 | Нідерландські Антильські острови | Мехіко, Мексика        |  |
|               | Флорес 28', 52', 64' Реєс 45', 75' Гонсалес 65', 80' |     |                                  | Суддя: Морган (Канада) |  |
|               |                                                      |     |                                  |                        |  |

| 12 квітня 1961 | Мексика                                           | 4–1 | Коста-Рика | Мехіко, Мексика            |  |
|                | Флорес 11' Карденас 31' Гутьєррес 77' Меркадо 87' |     | Грант 54'  | Суддя: Зундгайм (Колумбія) |  |
|                |                                                   |     |            |                            |  |

| 23 квітня 1961 | Нідерландські Антильські острови | 2–0 | Коста-Рика | Віллемстад, Нідерландські Антильські острови |  |
|                | Лоран 30', 34'                   |     |            | Суддя: Трапоте Лопес (Венесуела)             |  |
|                |                                  |     |            |                                              |  |

| 21 травня 1961 | Нідерландські Антильські острови | 0–0 | Мексика | Віллемстад, Нідерландські Антильські острови |  |
|                |                                  |     |         | Суддя: Голдстейн (США)                       |  |
|                |                                  |     |         |                                              |  |

Мексика вийшла до Міжконтинентального плей-оф КОНМЕБОЛ / КЦКФ / НАФК.

## Африка
Кваліфікаційний турнір складався з двох етапів:
- Перший раунд: шість команд-учасниць відбору були поділені на три пари, у кожній з яких команди грали між собою по дві гри, одній вдома і одній у гостях. Переможці виходили до Фінального раунду.
- Фінальний раунд: три команди-переможці Першого раунду грали між собою по дві гри, одній вдома і одній у гостях. Переможець раунду виходив до Міжконтинентального плей-оф УЄФА / КАФ.

### Перший раунд (КАФ)

#### Група 1
| Місце | Команда                       | І       | В       | Н       | П       | Г+      | Г-      | РГ      | О       |
| ----- | ----------------------------- | ------- | ------- | ------- | ------- | ------- | ------- | ------- | ------- |
| —     | Об'єднана Арабська Республіка | знялася | знялася | знялася | знялася | знялася | знялася | знялася | знялася |
| —     | Судан                         | знялася | знялася | знялася | знялася | знялася | знялася | знялася | знялася |

Збірна Об'єднаної Арабської Республіки і збірна Судану знялися зі змагання через відмову ФІФА перенести дати матчів, яки припали на сезон дощів.

#### Група 2
| Місце | Команда | І | В | Н | П | Г+ | Г- | РГ | О |
| ----- | ------- | - | - | - | - | -- | -- | -- | - |
| 1=    | Марокко | 2 | 1 | 0 | 1 | 3  | 3  | 0  | 2 |
| 1=    | Туніс   | 2 | 1 | 0 | 1 | 3  | 3  | 0  | 2 |

| 30 жовтня 1960 | Марокко                    | 2–1 | Туніс      | Касабланка, Марокко                                |  |
|                | Халфі 33' Азхар 60' (пен.) |     | Меддеб 43' | Стадіон: Стад д'Онер Суддя: Бланко Перес (Іспанія) |  |
|                |                            |     |            |                                                    |  |

| 13 листопада 1960 | Туніс                    | 2–1 | Марокко  | Туніс, Туніс                                               |  |
|                   | Шеталі 47' Тлемджані 60' |     | Шиша 64' | Стадіон: Стад Гео Андре Суддя: Карл Еріх Штайнер (Австрія) |  |
|                   |                          |     |          |                                                            |  |

Марокко і Туніс набрали однакову кількість очок, тож провели додаткову гру на нейтральному полі.
| 22 січня 1961 | Марокко   | 1–1 (д. ч.) | Туніс      | Палермо, Італія                                   |  |
|               | Азхар 36' |             | Керріт 89' | Стадіон: Стадіо Комунале Суддя: Ло Белло (Італія) |  |
|               |           |             |            |                                                   |  |

Марокко пройшло до Фінального раунду за результатами кидання монети, адже ані основний, ані додатковий час матчу-перегравання переможця не визначив.

#### Група 3
| Місце | Команда | І | В | Н | П | Г+ | Г- | РГ | О |
| ----- | ------- | - | - | - | - | -- | -- | -- | - |
| 1     | Гана    | 2 | 1 | 1 | 0 | 6  | 3  | +3 | 3 |
| 2     | Нігерія | 2 | 0 | 1 | 1 | 3  | 6  | −3 | 1 |

| 28 серпня 1960 | Гана                                            | 4–1 | Нігерія   | Аккра, Гана                   |  |
|                | Аккуа 18' Боатенг 44' Аггрі-Фінн 54' Салісу 55' |     | Фаємі 50' | Суддя: Артур Голланд (Англія) |  |
|                |                                                 |     |           |                               |  |

| 10 вересня 1960 | Нігерія                      | 2–2 | Гана           | Лагос, Нігерія                                 |  |
|                 | Еменако 28' Фаємі 75' (пен.) |     | Аккуа 14', 83' | Стадіон: Стадіон Джорджа V Суддя: Ченшер (ФРН) |  |
|                 |                              |     |                |                                                |  |

Гана пройшла до Фінального раунду.

### Фінальний раунд (КАФ)
В раунді взяли участь лише дві команди, оскільки обидва учасники Групи 1 знялися зі змагання.
| Місце | Команда | І | В | Н | П | Г+ | Г- | РГ | О |
| ----- | ------- | - | - | - | - | -- | -- | -- | - |
| 1     | Марокко | 2 | 1 | 1 | 0 | 1  | 0  | +1 | 3 |
| 2     | Гана    | 2 | 0 | 1 | 1 | 0  | 1  | −1 | 1 |

| 2 квітня 1961 | Гана | 0–0 | Марокко | Аккра, Гана                   |  |
|               |      |     |         | Суддя: Хуссейн Фахмі (Єгипет) |  |
|               |      |     |         |                               |  |

| 28 травня 1961 | Марокко   | 1–0 | Гана | Касабланка, Марокко                                |  |
|                | Халфі 37' |     |      | Стадіон: Стад д'Онер Суддя: Бланко Перес (Іспанія) |  |
|                |           |     |      |                                                    |  |

Марокко пройшло до Міжконтинентального плей-оф УЄФА / КАФ.

## Азія
Три команди-учасниці відбору від АФК мали грати між собою по дві гри, одній вдома і одній у гостях. Переможець раунду виходив до Міжконтинентального плей-оф УЄФА / АФК.
| Місце | Команда        | І       | В       | Н       | П       | Г+      | Г-      | РГ      | О       |
| ----- | -------------- | ------- | ------- | ------- | ------- | ------- | ------- | ------- | ------- |
| 1     | Південна Корея | 2       | 2       | 0       | 0       | 4       | 1       | +3      | 4       |
| 2     | Японія         | 2       | 0       | 0       | 2       | 1       | 4       | −3      | 0       |
| —     | Індонезія      | знялася | знялася | знялася | знялася | знялася | знялася | знялася | знялася |

| 6 листопада 1960 | Південна Корея       | 2–1 | Японія     | Сеул, Південна Корея                |  |
|                  | Чон Сон Чен 39', 41' |     | Сасакі 26' | Суддя: Кім Дук-Чун (Південна Корея) |  |
|                  |                      |     |            |                                     |  |

| 11 червня 1961 | Японія | 0–2 | Південна Корея                | Токіо, Японія             |  |
|                |        |     | Чон Сон Чен 21' Ю Пан Сон 26' | Суддя: Пратлетт (Гонконг) |  |
|                |        |     |                               |                           |  |

Південна Корея вийшла до Міжконтинентального плей-оф УЄФА / АФК.

## Міжконтинентальні плей-оф
У кожному плей-оф дві команди грали між собою по дві гри, одній вдома і одній у гостях. Переможці виходили до фінальної частини світової першості.

### Міжконтинентальний плей-оф УЄФА / КАФ
| 12 листопада 1961 |

| Марокко | 0–1 | Іспанія       |
| ------- | --- | ------------- |
|         |     | Дель Соль 80' |

| Стад д'Онер, Касабланка Глядачів: 26,000 Арбітр: Даніель Меллє (Швейцарія) |

| 23 листопада 1961 |

| Іспанія                                       | 3–2 | Марокко                 |
| --------------------------------------------- | --- | ----------------------- |
| - Марселіно 12' - Ді Стефано 44' - Кольяр 58' |     | - Ріахі 40' - Азхар 64' |

| Сантьяго Бернабеу, Мадрид Глядачів: 30,000 Арбітр: Чезаре Йонні (Італія) |

Іспанія кваліфікувалася

### Міжконтинентальний плей-оф УЄФА / АФК
| 8 жовтня 1961 |

| Югославія                                                       | 5–1 | Південна Корея  |
| --------------------------------------------------------------- | --- | --------------- |
| - Чебинаць 42' - Шекуларац 54', 70' - Радакович 67' - Галич 89' |     | Чон Сон Чен 82' |

| Стадіон ЮНА, Белград Глядачів: 20,000 Арбітр: Константінос Іоаннідіс (Греція) |

| 26 листопада 1961 |

| Південна Корея | 1–3 | Югославія                      |
| -------------- | --- | ------------------------------ |
| Йо Пан Сон 61' |     | - Галич 17', 27' - Єркович 89' |

| Хьочан, Сеул Глядачів: 25,000 Арбітр: Мак Сен Фей (Гонконг) |

Югославія кваліфікувалася

### Міжконтинентальний плей-оф КОНМЕБОЛ / КЦКФ / НАФК
| 29 жовтня 1961 |

| Мексика  | 1–0 | Парагвай |
| -------- | --- | -------- |
| Реєс 20' |     |          |

| Олімпійський стадіон, Мехіко Глядачів: 80,000 Арбітр: Валтер ван Росберг (Нідерландські Антили) |

| 5 листопада 1961 |

| Парагвай | 0–0 | Мексика |
| -------- | --- | ------- |
|          |     |         |

| Естадіо де Пуерто Сахонія, Асунсьйон Глядачів: 15,000 Арбітр: Пабло Віктор Вага Альбергатті (Уругвай) |

Мексика кваліфікувалася

## Учасники
| Команда        | Кількість участей | Кількість участей поспіль | Остання участь |
| -------------- | ----------------- | ------------------------- | -------------- |
| Аргентина      | 4                 | 2                         | 1958           |
| Бразилія (ч)   | 7                 | 7                         | 1958           |
| Болгарія       | 1                 | 1                         | –              |
| Чилі (г)       | 3                 | 1                         | 1950           |
| Колумбія       | 1                 | 1                         | –              |
| Чехословаччина | 5                 | 3                         | 1958           |
| Англія         | 4                 | 4                         | 1958           |
| Угорщина       | 5                 | 3                         | 1958           |
| Італія         | 5                 | 1                         | 1954           |
| Мексика        | 5                 | 4                         | 1958           |
| Іспанія        | 3                 | 1                         | 1950           |
| Швейцарія      | 5                 | 1                         | 1954           |
| Уругвай        | 4                 | 1                         | 1954           |
| СРСР           | 2                 | 2                         | 1958           |
| ФРН            | 5                 | 3                         | 1958           |
| Югославія      | 5                 | 4                         | 1958           |

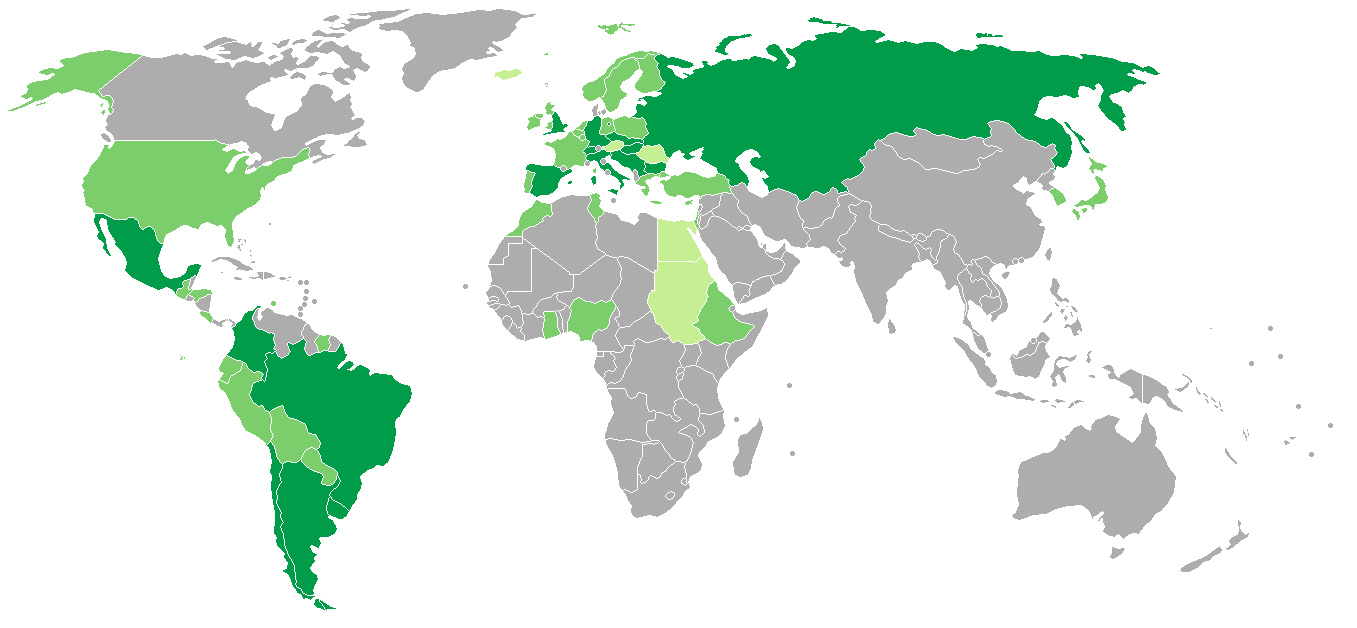
Учасники кваліфікаційного раунду чемпіонату світу 1962

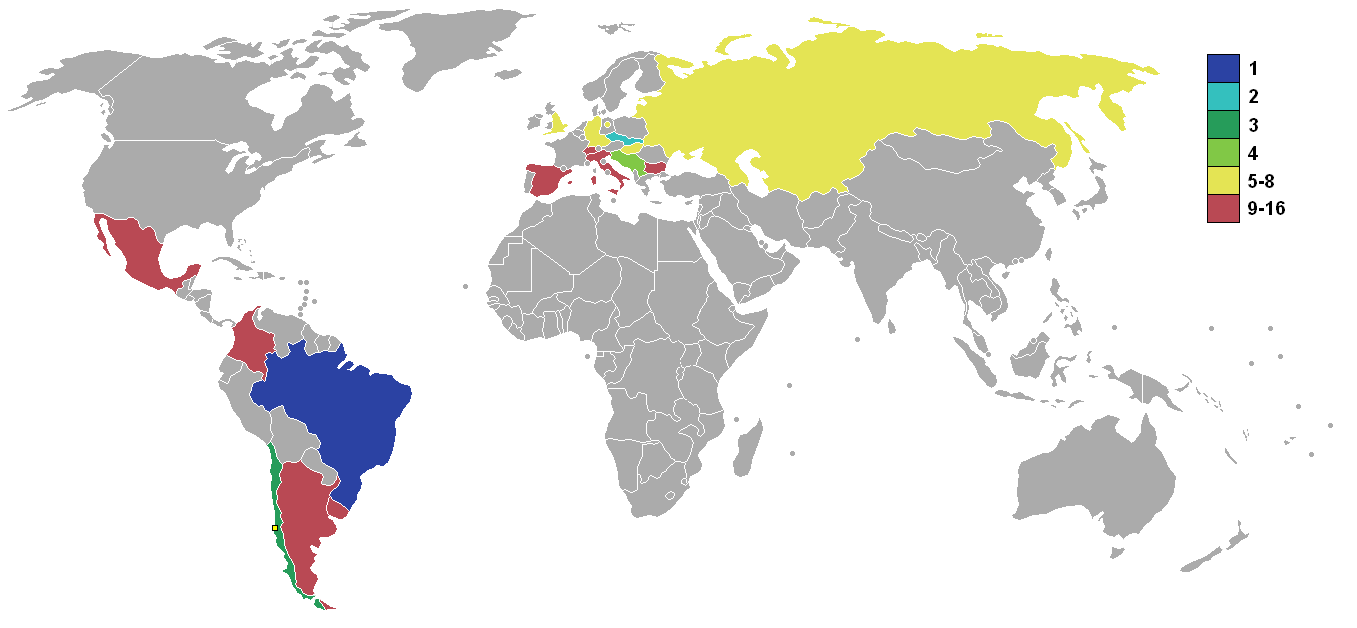
Учасники фінального турніру чемпіонату світу 1962 із зазначенням досягнутого прогресу

(г) – Кваліфікувалася автоматично як господар фінального турніру.
(ч) – Кваліфікувалася автоматично як чинний чемпіон світу.

## Бомбардири
7 голів
| - Андрей Квашняк |

6 голів
| - Хуан Уллоа - Сальвадор Реєс Монтеон |

5 голів
| - Адольф Шерер - Боббі Чарлтон | - Інгве Бродд | - Шарль Антенен |

4 голи
| - Рубен Хіменес - Марвін Родрігес - Томаш Поспіхал - Франсіско Лопес Контрерас | - Наум Стельмах - Омар Сіворі - Франсіско Флорес - Яука | - Чон Сон Чен - Мілан Галич |

3 голи
| - Омар Оресте Корбатта - Джиммі Грівз - Мар'ян Виснєський - Едвард Аккуа - Андреас Папаеммануїл - Лайош Тіхі - Єошуа Глацер | - Шломо Леві - Маріо Корсо - Аді Шміт - Сігфрідо Меркадо - Абдалла Азхар - Біллі Макадамс - Ральф Бренд | - Іан Сент-Джон - Руне Бер'єссон - Метін Октай - Альберт Брюлльс - Герф Дерфель - Уве Зеелер |

2 голи
| - Мартін Пандо - Хосе Санфіліппо - Рубен Ектор Соса - Христо Ілієв - Димитар Якимов - Манріке Кесада - Міхаліс Шиаліс - Дітер Ерлер - Карлос Альберто Раффо - Рей Пойнтер - Боббі Сміт - Кай Пальман - Жак Февр - Аугусто Еспіноса | - Карлос Умберто Суасо - Янош Гереч - Карой Шандор - Едуардо Гонсалес Палмер - Мохамед Халфі - Генк Грот - Тонні ван дер Лінден - Едувігіс Рудолфо Діркш - Едвін Міллано Лоран - Деджо Фаємі - Джиммі Макілрой - Джим Маклафлін - Жозе Агуаш - Девід Герд | - Деніс Лоу - Алекс Янг - Йо Пан Сон - Валентин Бубукін - Михайло Месхі - Слава Метревелі - Віктор Понєдєльнік - Альфредо Ді Стефано - Агне Сімонссон - Робер Балламан - Гайнц Шнайтер - Драгослав Шекуларац |

1 гол
| - Рікардо Хосе Марія Рамачотті - Рожер Классен - Поль ван Гімст - Марсель Пешен - Максімо Алькосер - Вільфредо Камачо - Тодор Дієв - Колев - Петар Величков - Еусебіо Ескобар - Ектор Гарсон Гонсалес - Карлос Віво Гобан - Альваро Грант Макдональд - Хорхе Ернан Монхе - Волтер Пірсон - Рігоберто Рохас - Їржі Гледик - Йозеф Єлінек - Йозеф Кадраба - Йозеф Масопуст - Петер Дуке - Альберто Спенсер - Джон Коннеллі - Рон Флаверс - Джонні Гейнс - Денніс Вайоллет - Мохаммед Авад - Лучано Вассало - Саулі П'єтіляйнен - Люсьєн Коссу - Жан-Жак Марсель - Роже П'янтоні - Ернест Шульц - Жозеф Уйлакі | - Едвард Боатенг - Аггрі Фінн - Мохамаду Салісу - Фред Маселья - Рональд Лікі - Флоріан Альберт - Мате Феньвеші - Тівадар Моносторі - Ерне Шоймоші - Амбі Фогарті - Джонні Джайлс - Джо Гаверті - Боаз Кофман - Шломо Нахарі - Реувен Янг - Жозе Алтафіні - Антоніо Анджелілло - Франсіско Лояконо - Сасакі Кодзі - Каміль Діммер - Ніколас Гоффманн - Рауль Карденас - Ісідро Діас Мехіа - Кресенсіо Гутьєррес - Лахсен Шиша - Селлям Ріахі - Годвін Еменако - Бйорн Борген - Елдар Гансен - Роалд Єнсен - Фаустіно Дельгадо - Люціян Брихчий - Ян Шмідт - Маріу Колуна | - Еусебіу - Геннадій Гусаров - Олексій Мамикін - Валерій Воронін - Енріке Кольяр - Марселіно - Хоакін Пейро - Альфонсо Родрігес Салас - Луїс дель Соль - Огюст Фо-а-Ман - Турбйорн Юнссон - Норберт Ешманн - Рольф Вютріх - Абдельмаджид Шеталі - Брахім Керріт - Рашед Меддеб - Абдельмаджид Тлемджані - Айдин Єлкен - Гельмут Біцек - Карл Фістер - Ел Зергусен - Анхель Кабрера - Луїс Кубілья - Гільєрмо Ескалада - Айвор Оллчерч - Філ Вуснем - Гельмут Галлер - Ріхард Крес - Звездан Чебинаць - Дражан Єркович - Томислав Калоперович - Борівоє Костич - Петар Радакович |

1 автогол
| - Ромуло Гомес (у грі проти Аргентини) - Фернанд Бросіус (у грі проти Португалії) |